# 金山路街道 (克拉玛依市)
金山路街道，是中华人民共和国新疆维吾尔自治区克拉玛依市独山子区下辖的一个乡镇级行政单位。

## 行政区划
金山路街道下辖以下地区：
第一社区、第二社区、第三社区、第四社区、第五社区和第八社区。